# Luca Ottolino
Luca Ottolino (Bari, 26 agosto 1978) è un ex bobbista italiano.

## Biografia
Nato in una famiglia di farmacisti baresi, si avvicina allo sport del bob grazie all'amico Marco Vignola.
Selezionato per la Nazionale di bob dell'Italia, debuttò nella Coppa del Mondo di bob 2002 sulla pista francese di La Plagne, dove fu 18°.
Partecipò ai Campionati mondiali di bob 2005 a Calgary, dove insieme a Fabrizio Tosini, Omar Sacco e Samuele Romanini, ottenne il 15º posto nella gara a quattro.
Nel novembre 2005 giunse al terzo posto nella tappa di Lake Placid nella Coppa del Mondo di bob 2006 con il bob a quattro insieme a Simone Bertazzo, Matteo Torchio e Giorgio Morbidelli.
Ai Giochi olimpici invernali di Torino 2006 si classificò all'11º posto insieme Fabrizio Tosini, Antonio De Sanctis e Giorgio Morbidelli.
Terminata l'attività agonistica, si è dedicato alla professione di farmacista.